# Idris Barzani
Idris Barzani (Barzan, 1944 – Urmia, 31 de gener de 1987) fou un polític kurd iraquià, dirigent del Partit Democràtic del Kurdistan i fill del seu fundador Mustafà Barzani.
El 1964, per encàrrec del seu pare, va dirigir l'operació de Mawat que va expulsar els dissidents d'esquerra del partit, encapçalats per Ibrahim Ahmad i el seu gendre Jalal Talabani cap a l'Iran. Va fer diverses gestions pel parit generalment de caràcter diplomàtic i fou ben considerat entre els peixmergues per la seva valentia, generositat i caràcter amistós.
A l'inici del 1976, després de la derrota militar del 1975, va agafar la direcció del partit col·legiadament amb el seu germà Masud Barzani i el cap militar Sami Abdurrahman. Va tenir un seriós enfrontament amb aquest darrer que va provocar la sortida de Sami del partit el 1979. Va viure generalment a Kharadj, prop de Teheran. amb temporades a l'interior del Kurdistan.
Va morir d'un atac de cor el 31 de gener de 1987.